# Дорога к рабству
«Дорога к рабству» (англ. The Road to Serfdom, 1944) — книга нобелевского лауреата по экономике Фридриха фон Хайека. Работа была переведена более чем на 20 языков и считается одним из основополагающих трудов по классическому либерализму. Книга оказала заметное влияние на мировую политику и экономику, послужив идейной основой для отказа от государственного регулирования и возврата к методам классического конкурентного рынка в США при Рейгане и в Великобритании при Тэтчер.
Основной идеей произведения является то, что усиление планового регулирования экономики неизбежно обернётся ростом социалистических идей — первым шагом к тоталитаризму. Хайек считал, что расцвет фашизма и нацизма являлся не реакцией на социалистические тенденции, а неизбежным их развитием. Отказ общества от экономической свободы в пользу коллективизма и централизованного планирования Хайек назвал «дорогой к рабству», которая приводит к потере не только экономических, но и основных свобод человека.

## Предпосылки написания и дальнейшее влияние на политику
Фридрих фон Хайек поступил в Венский университет сразу по окончании Первой мировой войны, после демобилизации из армии. В самом начале своей жизни он являлся приверженцем идей фабианского социализма. Студентом Хайек стал одним из любимых учеников классика австрийской экономической школы Людвига фон Мизеса. Изначально для австрийской школы была характерна резкая критика марксизма. В частности, один из членов ЦК ВКП(б), Н. И. Бухарин в своей работе «Политическая экономия рантье» писал: «Наиболее сильным врагом марксизма является как раз австрийская теория». В 1922 году, на фоне общеевропейской послевоенной нищеты, гиперинфляции, а также победы большевиков в России, росте социалистических настроений, вышла книга Мизеса «Социализм: Экономический и социологический анализ». В ней он подверг критике идеи социализма и аргументировал невозможность длительного существования социализма по ряду причин — в том числе и по причине невозможности корректного экономического расчёта в отсутствие свободного рыночного обмена. Произведение Мизеса оказало глубокое влияние на взгляды фон Хайека.
Идеи национал-социализма также оказались в идеологическом противоречии с воззрениями австрийской экономической школы. Представителей направления обвинили в еврейском происхождении. Как вспоминает учёный, согласно его протесту, 13 октября 1936 года Frankfurter Zeitung опубликовала заметку:

Профессор Ф. А. фон Хайек, преподающий экономику в Лондонском университете, сообщает нам по поводу отчёта, опубликованного в номере 511/12 6 октября относительно конференции Hochschule национал-социалистической «Rechtswahrerbund», что в прочитанной там лекции было сделано ложное сообщение о еврейском происхождении, помимо всех других ведущих членов «австрийской школы» экономической теории, даже её лидера Карла Менгера.

Имевший еврейское происхождение Мизес был вынужден эмигрировать в Женеву. Сам Хайек переехал в Лондон. Время Великой депрессии не способствовало популяризации либеральных идей.
В Лондоне Хайек вступил в научную полемику с Джоном Кейнсом, ставшим основателем целого направления в экономике, которое впоследствии получило название кейнсианство. Кейнс отстаивал необходимость государственного регулирования экономики, в то время как Хайек — необходимость свободного рынка.

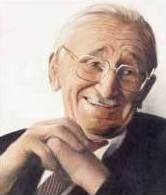
Автор книги Фридрих фон Хайек

«Дорога к рабству» была написана и опубликована в конце войны, когда поражение нацистской Германии не вызывало сомнений. В то же время, как указывал Хайек в предисловии, она является политическим воззванием относительно того, как не повторить былые ошибки. Учитывая, что дальнейшее послевоенное мироустройство оставалось неопределённым, популярность приобретали социалистические идеи, росло влияние социал-демократической лейбористской партии, отстаивающей необходимость национализации и перехода к плановой экономике, он боялся повторения пути, пройденного Германией.
Труд Хайека оказал воздействие на дальнейшее развитие мировой политики и экономики. После охлаждения общества к кейнсианской модели в 1970-х годах на вооружение были приняты идеи либерализма и австрийской школы в частности. Так, правительства Маргарет Тэтчер и Рональда Рейгана во многом руководствовались его советами и идеями. Он стал свидетелем падения Берлинской стены и распада СССР, то есть крушения советской социалистической идеологии, критике которой посвятил бо́льшую часть жизни. В 1988 году учёный выпустил книгу с красноречивым названием «Пагубная самонадеянность: ошибки социализма».
Книга «Дорога к рабству» оказала существенное влияние на политические взгляды студентки Оксфорда Робертс, впоследствии ставшей премьер-министром Великобритании Маргарет Тэтчер. Своим учителем Хайека также называл президент Чехии Вацлав Клаус. Работы Фридриха фон Хайека были признаны администрациями Великобритании и США, которые осуществили по рекомендации Хайека снижение государственных расходов, отменили государственный контроль в экономике и ограничили монопольное влияние профсоюзов.

## Публикация
Впервые книга была опубликована в Великобритании издательством Routledge Press в марте 1944 года. В сентябре 1944 года выпущена издательством Чикагского университета. Американские издатели предполагали продать от 900 до 3000 экземпляров. Первоначальный тираж был быстро распродан, что потребовало выпуска дополнительного тиража в 30 тысяч, который разошёлся за 6 месяцев. По подсчётам издательства, на 2007 год (за 63 года) было продано около 350 тысяч экземпляров книги.
В феврале 1945 года в журнале Look появился вариант в виде сборника картинок, иллюстрирующий основные положения книги. Впоследствии иллюстрированную брошюру отпечатали большим тиражом в типографии компании General Motors. В апреле того же года журнал «Ридерз Дайджест» опубликовал сокращённую версию книги. В 1994 году выпущено юбилейное 50-летнее издание, предисловие к которому написал лауреат Нобелевской премии по экономике Милтон Фридман.
До 1990 года в СССР книга в открытую печать не поступала, была доступна лишь в спецхранилищах библиотек. На русском языке «Дорога к рабству» впервые опубликована в 1990—1991 годах в номерах журнала «Вопросы философии», позднее неоднократно издавалась отдельной книгой.

## Структура и краткое содержание
Книга состоит из предисловия, введения, 15 глав и заключения:
1. Отвергнутый путь
В первой главе Хайек даёт свою трактовку происходивших исторических событий. По его мнению, подходящая к своему завершению мировая война являлась не только военным конфликтом между странами, но и борьбой идей, происходившей в рамках единой европейской цивилизации. Изначальным пунктом возникновения и формирования тоталитаризма Хайек считал отказ от экономической свободы, без которой, по мнению Хайека, невозможны ни личная свобода отдельного человека, ни политические свободы в обществе. К концу XIX века доверие к либеральным ценностям стало стремительно падать. Одной из причин, согласно книге, являлось желание быстрых перемен в обществе, желание «полностью его демонтировать и заменить другим».
2. Великая утопия
Содержание второй главы определяется эпиграфом: «„Что всегда превращало государство в ад на земле, так это попытки человека сделать его земным раем“. Ф. Гёльдерлин». Замена либерализма социализмом происходит под флагом свободы, в то время как изначально он является авторитарным течением. Социализм являлся для французских мыслителей времён Великой французской революции попыткой довести её до конца путём сознательной реорганизации и насильственного установления «духовной власти». Хайек цитирует де Токвиля, согласно которому, коренное отличие демократии от социализма заключается в том, что если «демократия стремится к равенству в свободе, то социализм — к равенству в рабстве и принуждении». Так же цитируются Макс Истмен и Питер Друкер, которые считали тождественными фашизм, национал-социализм и сталинизм на основании общих социалистических предпосылок..
3. Индивидуализм и коллективизм
Суть третьей главы «Индивидуализм и коллективизм» отражена в эпиграфе: «„Социалисты верят в две вещи, совершенно различные и, наверное, даже несовместимые, — в свободу и в организацию“. Эли Халеви». Термин «социализм» предполагает идеалы социальной защищённости, справедливости и равенства. Однако для достижения того или иного идеала распределения просто необходимо использовать методы «плановой экономики». В отличие от социалистов, согласно Хайеку, либерализм предполагает максимальное способствование свободной конкуренции и не призывает пускать вещи на самотёк (laissez-faire). Способствование конкуренции и недопущение создания монополий предполагает создание необходимой законодательной базы, борьбу с мошенничеством, злоупотреблениями и неосведомлённостью. Общим для социалистов как правого, так и левого толка Хайек считает ненависть к конкуренции и желание заменить её директивной экономикой.
4. Является ли планирование неизбежным?
В четвёртой главе Хайек разбирает утверждение о том, что вследствие развития технологий конкурентный рынок в конечном итоге монополизируется. Один из самых распространённых аргументов необходимости планирования заключается в том, что вследствие монополизации обществу остаётся либо контролировать деятельность частных монополий, либо передать управление производством правительству. Хайек считает, монополии не являются следствием экономического развития и в большинстве случаев возникают в результате тайных соглашений и прямой поддержки государственных чиновников. Устранив данное вмешательство, можно восстановить условия, которые необходимы для развития конкуренции. Более того, при усложнении производства и хозяйственной деятельности становится невозможным их учитывать в некоем планирующем центре. Единственный выход Хайек видит в децентрализации. Прямое управление должно заменяться координацией — системой мер по предоставлению информации, которая нужна для согласования действий с действиями других субъектов рынка..
5. Планирование и демократия
В пятой главе Хайек пишет о том, что различные с виду системы коллективизма, коммунизма, фашизма, расходятся лишь в определении конечной цели, к которой должны быть направлены усилия общества. Общим является сознательная организация производительных сил для выполнения этой определённой задачи. Выстраивая деятельность по единому плану, необходимо ранжировать потребности каждого конкретного индивида и свести их в некую единую систему ценностей, подчинённую обозначенной сверху идее. Бесконечное расширение сферы общественной деятельности, контролируемой государством для достижения какого-либо результата, приведёт к игнорированию индивидуальной свободы. Описывая проблемы, возникающие в демократическом обществе, Хайек утверждает, что не диктатура приводит к уничтожению свободы, что планирование приводит к диктатуре, поскольку диктатура является необходимым инструментом в обществе, где проводится широкомасштабное планирование.
6. План и закон
Анализируются различия между формальным правом и «постановлениями по существу дела», принимаемыми планирующими органами. Согласно Хайеку, разница идентична различию между правилами дорожного движения (или дорожными знаками) и распоряжениями, куда и по какой дороге ехать. В первом случае они не связаны с конкретными целями и конкретными людьми, во втором — обращены к конкретным людям и указывают заранее выбранную цель. «Характерно, что социалисты (и нацисты) всегда протестовали против „только“ формального правосудия и возражали против законов, не содержащих указаний на то, каким должно быть благосостояние конкретных людей. И они всегда призывали к „социализации закона“, нападая на принцип независимости судей, и вместе с тем поддерживали такие направления юриспруденции, которые подобно „школе свободного права“ подрывали основы правозаконности».
7. Экономический контроль и тоталитаризм
Хайек считает, чтобы руководить тысячами и десятками тысяч людей, необходимо наличие группы экспертов и некоего главнокомандующего, обладающего полнотой власти и не связанного демократическими процедурами. Когда вместо денежного вознаграждения люди начнут получать общественные отличия, должности или привилегии, а также дополнительные возможности, то это будет означать потерю свободы выбора. Если наша экономическая жизнь окажется под контролем, то человек не сможет сделать и шага, не заявляя о своих намерениях и целях. Под контролем оказывается вся человеческая жизнь.
8. Кто кого?
Идея главы состоит в том, что, отдав частную собственность в руки государства и неких планирующих структур, общество лишится свободы. Так, по выражению Хайека:

Власть надо мной мультимиллионера, живущего по соседству и, может быть, являющегося моим работодателем, гораздо меньше, чем власть маленького чиновника, за спиной которого стоит огромный аппарат насилия и от чьей прихоти зависит, где мне жить и работать. Но разве мне нужно разрешение, чтобы жить и работать? И кто станет отрицать, что мир, где богатые имеют власть, лучше, чем мир, где богаты лишь власть имущие?— Дорога к рабству
Планирование производства со стороны государства в конечном итоге приведёт к контролю за распределением, а это ограничивает рыночные отношения. Когда эти ограничения дойдут до критической точки, их необходимо будет распространять всё дальше до тех пор, пока они не станут всеобъемлющими. В результате индивид теряет свободу и становится зависимым от постановления властей, которые определяют его положение в обществе, его место работы и соответственно жизни. Как только государство берёт на себя функцию планирования всей экономической жизни, единственной формой власти становится власть чиновников, или власть бюрократии, то есть власть имеют те люди, в руках которых находится аппарат принуждения.
9. Свобода и защищённость
Применение методов планирования по отношению к целой нации ставит вопрос дисциплины. Хайек цитирует Вальтера Репке (англ. Walter Roepke), который считал, что в конкурентной экономике последней инстанцией, которая наказывает за халатность, является судебный исполнитель, а при плановой — палач. Структурой, которая иллюстрирует плановое общество, согласно Хайеку, является армия. Работу и работников определяет командование, а в случае дефицита ресурсов все садятся на скудный паёк. В этой системе военным гарантирована некая экономическая защищённость. Однако она сопряжена и предполагает потерю личной свободы и сложную иерархическую структуру армейского типа. «Это безопасность казарм и бараков».
В конце главы Хайек приводит цитату Бенджамина Франклина: «Те, кто в главном отказываются от свободы во имя временной безопасности, не заслуживают ни свободы ни безопасности».
10. Почему к власти приходят худшие?

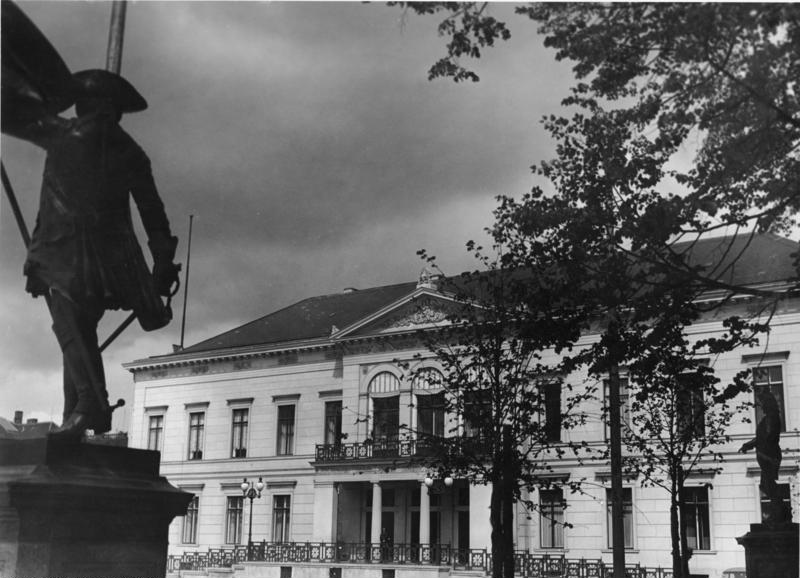
Здание министерства пропаганды Третьего Рейха. Согласно Хайеку, ложь и насилие являются обязательными атрибутами тоталитарного государства

В этой главе Хайек разбирает аргумент о том, что тоталитаризм плох не по определению, а своими негативными чертами обязан лишь исторической случайности того, что у его истоков стояла «кучка мерзавцев». Если тоталитарным обществом будут управлять наилучшие, то государство сможет решать грандиозные задачи. В книге автор приводит свои размышления и доказательства того, что тоталитаризм несовместим с индивидуалистическими ценностями западной цивилизации. Так, если общество или государство поставлены выше индивида, то настоящими его членами являются лишь те, чьи цели оказываются идентичными целям коллектива. Для диктатора становится необходимым поиск врага — внутреннего («евреи» в Третьем Рейхе, «кулаки» в СССР) или внешнего — и соответственно жестокая борьба с ним.
Там, где существует высшая цель, ради достижения которой все средства хороши, не остаётся места для этических норм и правил. Жестокость становится исполнением долга. Коллективисты, видя лишь конечную цель, считают права и ценности личности препятствием к её достижению. Из преданности идеалу они готовы совершать аморальные действия. А поскольку высшие ценности устанавливает верховный вождь, то функционеры не должны иметь нравственных убеждений. От них требуется лишь безоговорочное подчинение вождю. Будет много «грязной» работы, выполнение которой станет пропуском к карьере и власти. Люди, имеющие внутренние идеалы, откажутся от её исполнения, в то время как беспринципные — нет. К таким организациям Хайек относит службы, работа в которых требует жестокости, запугивания, обмана и слежки, а именно Министерство пропаганды, гестапо, СС и СД в Третьем Рейхе, а также «аналогичные службы в Италии или в Советском Союзе».
11. Конец правды
Для того чтобы все служили единой системе целей, которая предусмотрена социальным планом, одного принуждения недостаточно. Необходимо также, чтобы люди уверовали в её правильность. Это достигается различными способами пропаганды. При этом необходимо убеждать не только в правильности основной цели, но и в средствах её достижения. Становится необходимой подмена понятий, в первую очередь слова «свобода». Перефразируя теоретика менеджмента П. Друкера, Хайек утверждает, что:

«Коллективная свобода», о которой все ведут речь, — это не свобода каждого члена общества, а ничем не ограниченная свобода планирующих органов делать с обществом всё, что они пожелают. Это смешение свободы с властью, доведённое до абсурда.

Те же перипетии происходят с «законом», «равенством», «справедливостью», «правами» и другими терминами. Слова превращаются в пустышки, значение которых видоизменяется в зависимости от обстоятельств. Любая критика и сомнения должны подавляться, как таковые, которые являются антагонистами официальной пропаганды. Хайек цитирует английского политика С. Д. Вебба, который посещал СССР и отличался выраженной просоветской позицией:

Когда работа идёт, всякое публичное выражение сомнений или опасений, что план не удастся выполнить, расценивается как проявление нелояльности и даже неблагонадёжности, поскольку это может отрицательно повлиять на настроение и работоспособность других рабочих.

Тотальный контроль над информацией в конечном итоге затрагивает абсолютно аполитичные науки. В качестве примеров приводятся сочинения Нобелевского лауреата по физике Ф. Ленарда «Немецкая физика в четырёх томах» и статья «За чистоту марксистско-ленинского учения в хирургии» в журнале «За марксистско-ленинское естествознание». Хайек предлагает читателю угадать, в какой из стран — СССР или Третьем Рейхе — прозвучал призыв к шахматистам: «Мы должны раз и навсегда покончить с нейтральностью шахмат и бесповоротно осудить формулу „шахматы для шахмат“, как и „искусство для искусства“». (Данная цитата была произнесена народным комиссаром юстиции и председателем Верховного суда СССР Н. В. Крыленко.)
12. Социалистические корни нацизма
Хайек описывает труды и высказывания предтеч национал-социализма, многие из которых в молодости являлись марксистами. К ним он относит Вернера Зомбарта, Иоганна Пленге, Пауля Ленша, Освальда Шпенглера и Артура Мёллера ван дер Брука. Следует отметить, что Освальд Шпенглер в 1933 году отклонил предложение нацистов о сотрудничестве.
13. Тоталитаристы среди нас
Анализируя происходившие в конце войны в Англии события, Хайек пишет о том, что она повторяет ошибки, сделанные Германией, которые и привели её к приходу тоталитарной власти.
14. Материальные обстоятельства и идеальные цели
В современном обществе, по мнению Хайека, зачастую человек не желает подчиняться необходимости законов рынка. Он готов пожертвовать частью своих свобод, чтобы получить некую экономическую защищённость. Следствием являются близорукие меры, которые не приносят ничего кроме вреда и в конечном итоге приводят к тоталитаризму.
15. Каким будет мир после войны?
В самом начале главы Хайек указывает, что в ряде случаев планирование возможно лишь в том случае, когда ограничивается ряд свобод, в частности свобода передвижения.

Если мы используем дарованную нам победу для того, чтобы проводить в послевоенном мире эту политику, результаты которой были очевидны ещё в 1939 году, мы очень скоро обнаружим, что победили национал-социализм лишь с целью создать мир, целиком состоящий из таких «национал-социализмов», отличающихся друг от друга в деталях, но одинаково тоталитарных, националистических и находящихся в постоянном противоборстве.

В контексте близящегося окончания II мировой войны и победы над Третьим рейхом подчёркивается недопустимость формирования наднациональных планирующих органов. Международное планирование, по мнению Хайека, станет неприкрытой диктатурой и воплощением идей национал-социализма о существовании крупномасштабного централизованного хозяйства, которое управляется расой господ. Оно также приведёт к нарастанию напряжённости в мире. Если развитые нации начнут силой навязывать другим свои нравственные представления, которые для других чужды, то они рискуют попасть в ситуации, когда им самим придётся действовать безнравственно.

## Положительные оценки

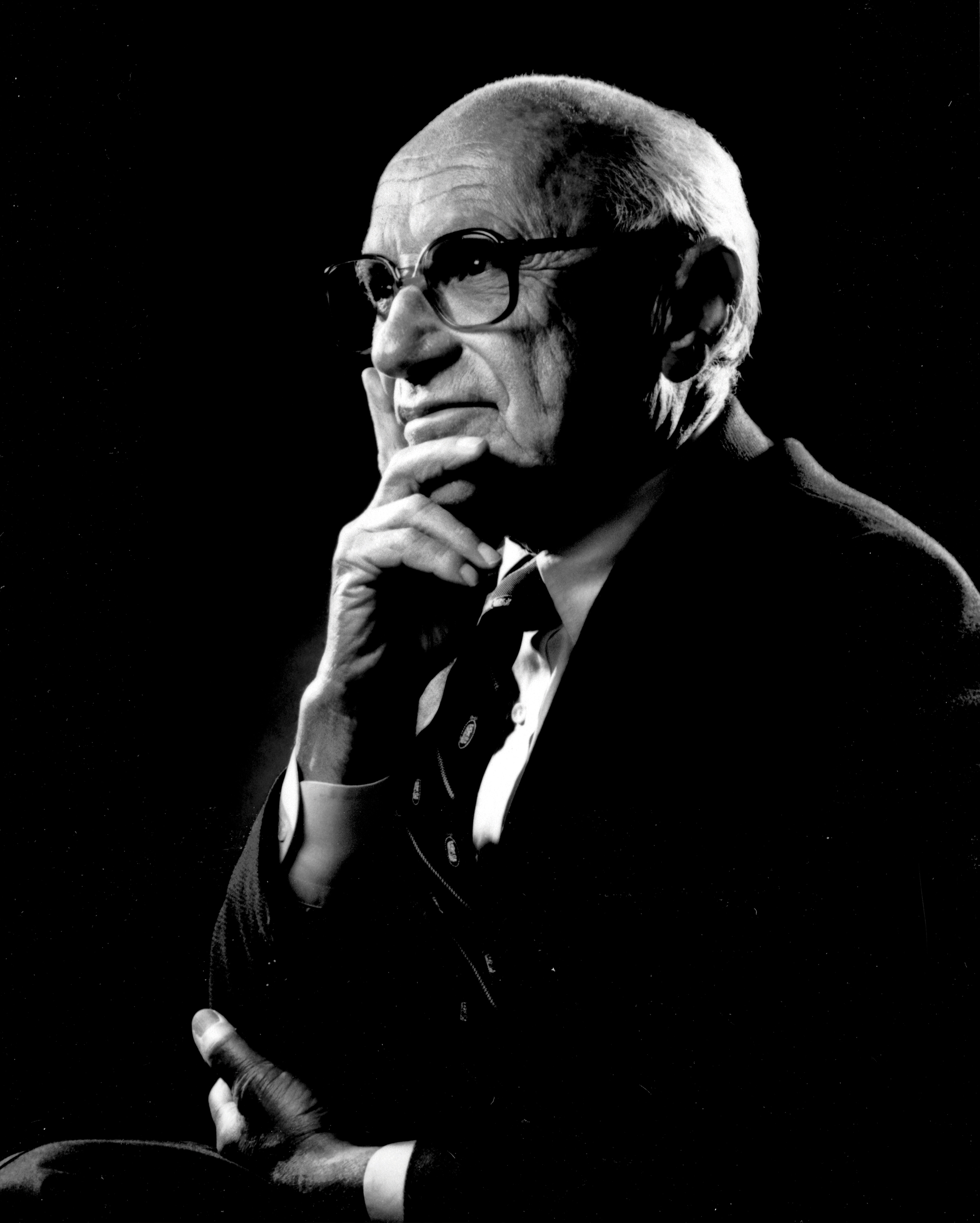
Лауреат Нобелевской премии по экономике Милтон Фридман: «Потребовались драма Берлинской стены и распад СССР, чтобы сделать эти результаты достоянием житейской мудрости, и теперь мало кто сомневается, что централизованное планирование — это действительно „дорога к рабству“, как озаглавил свою блистательную полемическую работу 1944 года Фридрих А. Хайек»

Оппонент Хайека и создатель целого направления в экономике, которое в честь автора стало называться кейнсианством, Джон Кейнс так охарактеризовал «Дорогу к рабству»:
|  | По моему мнению, это превосходная книга… В моральном и философском плане я практически согласен с ней, и не только умом… |

В то же время в письме к Хайеку он указывал, что
|  | наибольшей опасностью является возможный крах применения Вашей философии в США. |

Автор нескольких антиутопий Джордж Оруэлл весьма похвально отозвался о «Дороге к рабству»:
|  | В тезисах профессора Хайека есть большая доля правды. Коллективизм не является демократичным, а наоборот он предоставляет тираническому меньшинству такую власть, о которой не могла мечтать испанская инквизиция. |

В то же время он отметил, что
|  | возврат к свободному рынку для большого количества людей станет ещё большей тиранией, чем тирания государства, так как она будет более безответственной. |

Труд Хайека оказался достаточно резонансным. Идеи книги были использованы Уинстоном Черчиллем во время предвыборной кампании 1945 года. В частности, он заявлял, что социалистическая система приведёт к формированию «новой формы гестапо» (англ. have to fall back on some form of Gestapo). Главный соперник Черчилля на выборах, лидер лейбористской партии Клемент Эттли, в свою очередь обвинил Черчилля в использовании «секонд-хенд версии академических взглядов австрийского профессора Фридриха фон Хайека». Руководство консервативной партии выделило 1,5 тонны бумаги для печати «Дороги к рабству». Следует отметить, что это им мало помогло, так как победу на выборах 1945 года одержала социал-демократическая партия лейбористов.
В предисловии к изданию 2002 года книги «Капитализм и свобода» нобелевский лауреат по экономике Милтон Фридман указывал, что «потребовались драма Берлинской стены и распад СССР, чтобы сделать эти результаты достоянием житейской мудрости, и теперь мало кто сомневается, что централизованное планирование — это действительно „дорога к рабству“, как озаглавил свою блистательную полемическую работу 1944 года Фридрих А. Хайек».

## Критика

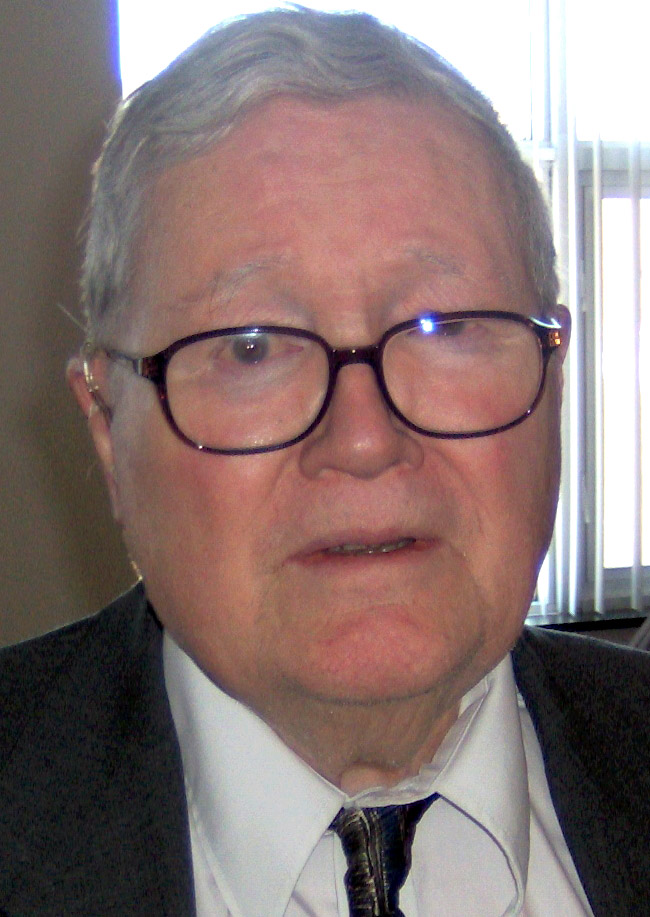
Гордон Таллок — В Швеции, где государство контролирует 63 % ВВП, а правительство ограничило многие экономические свободы, политические остались незатронутыми. По мнению Таллока, это опровергает идеи «Дороги к рабству»

Канадский экономист и социолог Карл Поланьи в книге «Великая трансформация» приходит к противоположным выводам. По его мнению, отсутствие контроля над экономическими процессами и свободный рынок приведут к экономическому коллапсу, соответствующим социальным последствиям, что неизбежно приведёт к победе тоталитаризма.
Книга Хайека подверглась резкой критике со стороны фабианских социалистов, идеи которых он и обличал в своём произведении. Герман Файнер в своей ответной «Дороге к реакции» охарактеризовал «Дорогу к рабству» как
|  | уникальный пример необоснованных нападок и злословия в современных академических дискуссиях |

В 1945 году известная социолог и экономист баронесса Барбара Вутон опубликовала книгу «Свобода при планировании» (англ. Freedom Under Planning). В предисловии она указывает, что её труд посвящён критике идей и взглядов профессора Хайека. Работу баронессы Вутон раскритиковал основатель Чикагской экономической школы Ф. Найт. В отзыве на книгу в Journal of Political Economy он замечает, что в «Свободе через планирование» отсутствуют какие-либо внятные ответы на аргументы Хайека.
Американский экономист Джеффри Сакс в статье, посвящённой «Дороге к рабству», высказывает мнение, что государства с высокими ставками налогообложения и развитой социальной защитой лучше, чем государства со свободными неконтролируемыми рынками. Об этом, согласно Джеффри Саксу, свидетельствует сама жизнь.
Американский писатель-романист Эрик Ценси отмечал, что свободный рынок в понимании Хайека неприемлем для современного общества. Растущая система требует планирования для оптимизации использования ограниченных ресурсов:
|  | Планирование направлено на минимизацию бедности и несправедливости, для уменьшения использования благ экосистемы, то есть того, что крайне необходимо для современного общества. |

Критики указывали, что возможность возникновения тоталитаризма и его реальность — не одно и то же. Трансформация социалистического общества в тоталитарное не является гарантированной и предопределённой. Используя в качестве примера Швецию, в которой государство контролирует 63 % ВВП, экономист Гордон Таллок раскритиковал взгляды Хайека. Хоть правительство во многом ограничило экономические свободы, политические остались незатронутыми, что, по мнению Таллока, опровергает главную идею «Дороги к рабству».

## «Дорога к рабству» в различных рейтингах
Книга получила высокие оценки среди литературных критиков. Так, в рейтинге «100 лучших документальных произведений столетия» журнала National Review она занимает 4-е место. В читательском рейтинге документальных произведений, составленном Modern Library, — 16-е место.
Произведение попало в список «100 книг, которые изменили мир» (англ. The 100 Most Influential Books Ever Written) Мартина Сеймур-Смита. Кроме того, труд Хайека возглавил список книг, которые должен прочитать каждый конгрессмен-республиканец, опубликованный еженедельником Human Events.